# Associatie van Belgische Experten
De Associatie van Belgische Experten of kortweg ABEX is een Belgische multidisciplinaire beroepsvereniging van deskundigen en consultants. De vereniging heeft tot doel de beroepsbedrijvigheid van haar leden te vergemakkelijken en beschermen, hun beroepsbelangen te vrijwaren, de deontologie te stellen en op de naleving ervan toe te zien.

## ABEX-index
De ABEX-index is een index die iedere zes maanden wordt vastgelegd, telkens op de eerste mei en eerste november door de "Commissie van het Indexcijfer van de kosten van de bouw", een commissie die binnen de ABEX is opgericht.
De commissie is samengesteld uit de voorzitter van ABEX en vrijwillige effectieve leden en vormt een netwerk van waarnemers van prijzen voor uitsluitend bouwwerken van woningen. Deze waarnemers zamelen de prijzen in die in hun regio worden gehanteerd om zo een representatieve waarde van de marktprijzen inzake woningbouw te bekomen.